# Sveta Zemlja
Sveta Zemlja (lat. Sancta Terra) naziv je za Palestinu u religioznim objavama judaizma, kršćanstva i islama. Mjesto je gdje se događala Božja objava. Stoljećima su se u ovom zemljopisno raznolikom području, s planinama, pustinjama i močvarama, mijenjale granice, zauzimali su ga različiti osvajači, a nazivalo se raznim imenima, uključujući Kanaan, Izrael, Juda, Sirija i Palestina. To je područje sveto trima svjetskim religijama: judaizmu, kršćanstvu i islamu. Židovi vjeruju da je to Obećana Zemlja koju im je Bog dodijelio i da se oko 1900. pr. Kr. ondje nastanio Abraham, praotac Židova. Ta je zemlja sveta i za kršćane zato što je ondje živio Isus Krist. Usto, Biblija, kao sveta knjiga Židova i kršćana, opisuje događaje iz toga područja. Muslimanima je Jeruzalem sveti grad kao mjesto Muhamedova uzlaska na nebo i mjesto koje se u Kuranu spominje kao Al-Aksa.

### Područje
Ovim raskršćem između Europe, Afrike i Azije vladali su Hetiti, Egipćani, Asirci, Babilonci, Perzijanci, Grci, Rim, Bizant, Arapi, Križari, Osmanlije i Britanci. Danas su tu Izrael i Palestina, Jordan, Sirija, jugoistočni dio Turske oko Antiohije, Sinajski poluotok, a ponekad se Svetoj Zemlji pribraja i Cipar.